# Ragoli
Ragoli  és un antic municipi italià, dins de la província de Trento. L'any 2007 tenia 1.125 habitants. Limitava amb els municipis de Bleggio Inferiore, Dimaro, Molveno, Montagne, Pinzolo, Preore, San Lorenzo in Banale, Stenico, Tione di Trento i Tuenno.
L'1 de gener 2016 es va fusionar amb els municipis de Preore i Montagne creant així el nou municipi de Tre Ville, del qual actualment és una frazione.

## Administració
| Període | Identitat        | Partit        |
| ------- | ---------------- | ------------- |
| 2005-   | Vittorio Martini | Llista cívica |